# Lloyd R. Moses
Lloyd Roosevelt Moses (* 4. September 1904 in Fairfax, Gregory County, South Dakota; † 22. August 2000) war ein Generalmajor der United States Army. Er war unter anderem Kommandeur der 8. Infanteriedivision.
Lloyd Moses war ein Sohn von James H. Moses und dessen Frau Alice O. Shelden. Die Mutter war Nachfahrin aus einer indianischen Familie des Sioux-Stammes. Der Sohn blieb dem indianischen Volk immer verbunden. Er besuchte die White Sunder Indian Day School und dann die Colome High School, beide in South Dakota.
In der Folge wurde er im Schuldienst tätig. Von 1925 bis 1927 unterrichtete er im Rosebud School Bezirk. Danach war er für einige Zeit stellvertretender Schulbeauftragter dieses Bezirks. Es folgte ein bis zum Jahr 1931 gehendes Chemiestudium an der University of South Dakota. Über das ROTC-Programm dieser Universität gelangte er in das Offizierskorps des US-Heeres. Dort wurde er zunächst der Reserve zugeteilt, der er bis zum Jahr 1940 angehörte. In der Zwischenzeit schlug er, abgesehen von gelegentlichen kürzeren Einberufungen zu Reservistenübungen, eine zivile Laufbahn ein. Er war unter anderem Lehrer für Chemie am College von Sioux Falls und Mitarbeiter einer lokalen Chemiefirma.
Im Jahr 1940 wurde er in den aktiven Militärdienst berufen. In der Armee durchlief er in den folgenden Jahrzehnten alle Offiziersränge vom Leutnant bis zum Zwei-Sterne-General. Während des Zweiten Weltkriegs war er die meiste Zeit in Missouri und Alabama als Ausbildungsoffizier tätig. Erst Anfang 1945 wurde er auf dem europäischen Kriegsschauplatz eingesetzt. Dort diente er im 507. Fallschirmjägerregiment.
Nach dem Ende des Krieges wurde Moses nach Sendai in Japan versetzt, wo er während der amerikanischen Besatzung einen Armeestützpunkt befehligte. Während des Koreakriegs kommandierte er das 31. Infanterieregiment, mit dem er auch in Gefechte verwickelt wurde. Anschließend war er in den Jahren 1953 und 1954 erneut in Japan stationiert. Danach folgten Versetzungen zu zwei Stützpunkten in den Vereinigten Staaten, ehe er im Jahr 1957 als Stabsoffizier nach München zum dortigen amerikanischen Hauptquartier des Southern Area Commands versetzt wurde. Zwischen März 1959 und Oktober 1960 kommandierte Lloyd Moses die 8. Infanteriedivision, die in Bad Kreuznach ihr Hauptquartier hatte.
Nach seiner Zeit als Divisionskommandeur wurde Moses stellvertretender Kommandeur der in Chicago ansässigen 5. Armee. Diesen Posten bekleidete er zwischen 1960 und 1964. In dieser Zeit war er im Jahr 1962 für einige Monate kommissarischer Kommandeur der Armee. Danach schied er aus dem aktiven Militärdienst aus.
Nach seiner Pensionierung ließ sich Moses in Vermillion in South Dakota nieder. Zwischen 1967 und 1974 leitete er das Institute of Indian Studies an der University of South Dakota. Dort setzte er sich erfolgreich für indianerbezogene Kurse an der Universität ein. Er wurde Mitglied einiger historischer Vereinigungen in seinem Heimatstaat. Er engagierte sich auch im kulturellen und gesellschaftlichen Leben und pflegte engen Kontakt mit den Indianern, für deren Belange er sich einsetzte. Moses wurde in den lokalen Sioux-Stamm aufgenommen und erhielt den Ehrennamen Tokaha Waste Wicasha, was in etwa so viel wie guter Anführer bedeutete.
Der seit 1935 mit Ruth West verheiratete Offizier verstarb am 22. August 2000 und wurde auf dem amerikanischen Nationalfriedhof Arlington beigesetzt.

## Orden und Auszeichnungen
Lloyd Moses erhielt im Lauf seiner militärischen Laufbahn unter anderem folgende Auszeichnungen:
- Distinguished Service Cross
- Army Distinguished Service Medal
- Silver Star